# 宪政会
宪政会（日语：／ Kenseikai）是日本大正时代的政治党派。

## 概要
1916年10月10日以改组后的立宪同志会为主体，另合并了中正会和公友俱乐部建立而成。最初目的主要是为了反对第二次大隈内阁和立宪政友会在帝国议会中的领导地位。在1924年的第15届日本众议院议员总选举中，宪政会获得150席名列第一，但是并未获得多数席位。宪政会总裁加藤高明最终与政友会的高桥是清达成妥协，并联合犬养毅的革新俱乐部组成了日本第一届联合政府。加藤于1926年去世后，若槻礼次郎继任宪政会总裁，但在1927年昭和金融恐慌中最终瓦解。1927年6月与政友本党（1924年从政友会中分裂出来的党派）合并成为了立宪民政党。